# Chula Vista (condado de Zavala)
Chula Vista es un lugar designado por el censo ubicado en el condado de Zavala en el estado estadounidense de Texas. En el Censo de 2010 tenía una población de 450 habitantes y una densidad poblacional de 324,15 personas por km².

## Geografía
Chula Vista se encuentra ubicado en las coordenadas 28°39′34″N 99°48′15″O / 28.65944, -99.80417. Según la Oficina del Censo de los Estados Unidos, Chula Vista tiene una superficie total de 1.39 km², de la cual 1.37 km² corresponden a tierra firme y (1.31%) 0.02 km² es agua.

## Demografía
Según el censo de 2010, había 450 personas residiendo en Chula Vista. La densidad de población era de 324,15 hab./km². De los 450 habitantes, Chula Vista estaba compuesto por el 87.33% blancos, el 0% eran afroamericanos, el 0% eran amerindios, el 0% eran asiáticos, el 0% eran isleños del Pacífico, el 10.67% eran de otras razas y el 2% pertenecían a dos o más razas. Del total de la población el 98.22% eran hispanos o latinos de cualquier raza.